# Natalia Guitler
Natalia Guitler (Rio de Janeiro, 4 de juny de 1987) és una tenista brasilera retirada, i jugadora de futbol freestyle, futvòlei i tèqbol.

## Trajectòria
La seva família és originària d'Argentina, d'on van emigrar els seus pares l'any 1980. És el quart fill de Leonor Rosa Maman i César Alberto Guitler, i té tres germans grans, Gastón, Felipe i Lucas.
Quan només tenia quatre anys va començar a jugar a tennis, esport que la va portar a viure a l'Argentina durant 5 anys. El 6 de juliol de 2009, va assolir el lloc 454 al rànquing individual de l'Associació de tennis femení, mentre que el seu millor lloc en dobles va ser el 461 el 2 de novembre de 2009. Va guanyar un títol individual i quatre de dobles al Circuit ITF. Va deixar el tennis professional a finals de 2009.
Guitler va començar a jugar al tèqbol després del tennis. El 2018 amb el seu company Marcos Vieira da Silva van ser campions a Budapest en dobles. A més, ha jugat a futvòlei i tèqbol contra futbolistes coneguts com Neymar o Ronaldinho, entre d'altres.